# Politieke jongerenorganisatie
Een politieke jongerenorganisatie (PJO) is een vereniging van jongeren die zich verwant voelen met een politieke partij.

## Nederland
Als de moederpartij van een Nederlandse PJO vertegenwoordigd is in de Tweede Kamer kan een PJO op grond van de Wet subsidiëring politieke partijen subsidie bij het ministerie van Binnenlandse Zaken en Koninkrijksrelaties aanvragen. Zij krijgen dan subsidie per lid. Voor het ministerie zijn alleen jongeren subsidiabel, het legt de grens voor 'jonge' leden bij 28 jaar. PJO's gaan hier wisselend mee om: van de JS kan je lid worden tot je 27ste, terwijl veel leden van de JOVD ouder dan 28 zijn. Daarnaast eist het ministerie dat PJO's onafhankelijk georganiseerd zijn van hun moederpartijen, maar hier wel formele banden mee onderhouden. Deze eis heeft er enerzijds voor gezorgd dat de JOVD zich in 2000 niet meer als onafhankelijk profileerde, maar als gelieerd aan de VVD, anderzijds heeft dit ervoor gezorgd dat ROOD onafhankelijk van SP moest worden. De onafhankelijkheid van PJO's varieert sterk. Zo speelde er rond 1996 serieuze plannen om de banden tussen GroenLinks en DWARS te verbreken, terwijl de onafhankelijkheid van ROOD tot kort voor het afstoten door de moederpartij puur formeel-juridisch was.
PJO's trekken regelmatig met elkaar op. Daarnaast werken sommige PJO's inhoudelijk samen. In 2001 schreven het CDJA, de JS en DWARS bijvoorbeeld samen het Paprikamanifest, waarin de drie jongerenorganisaties de contouren vastlegden voor een mogelijke coalitie tussen het CDA, de PvdA en GroenLinks. In 2004 werd dit gevolgd door het Pepermanifest van ROOD, de JS en DWARS.

### Organisaties
| Naam                                       | Afkorting | Opgericht | Moederpartij           | Ledenaantal | Peiljaar |
| ------------------------------------------ | --------- | --------- | ---------------------- | ----------- | -------- |
| BBB Jong                                   | BBBJ      | 2023      | BBB                    | 2500        | 2023     |
| Christen Democratisch Jongeren Appèl       | CDJA      | 1981      | CDA                    | 2173        | 2024     |
| Communistische Jongerenbeweging            | CJB       | 2003      | NCPN                   | Onbekend    | n.v.t.   |
| DENKJong                                   |           | 2015      | DENK                   | 102         | 2021     |
| DWARS, GroenLinkse Jongeren                | DWARS     | 1991      | GroenLinks             | 5000        | 2023     |
| JONG21                                     |           | 2023      | JA21                   | Onbekend    | n.v.t.   |
| Jong Sociaal Contract                      | JSC       | 2023      | Nieuw Sociaal Contract | 430         | 2025     |
| Jonge Democraten                           | JD        | 1984      | D66                    | 3000        | 2023     |
| Jonge Libertariërs                         | JL        | 2022      | Libertaire Partij      | 30          | 2024     |
| Jongerenorganisatie Forum voor Democratie  | JFVD      | 2017      | FVD                    | 4780        | 2023     |
| Jongerenorganisatie Vrijheid en Democratie | JOVD      | 1949      | VVD                    | 2212        | 2022     |
| Jonge Piraten Nederland                    | YPNL      | 2021      | Piratenpartij          | Onbekend    | n.v.t.   |
| Jonge Socialisten in de PvdA               | JS        | 1977      | PvdA                   | 2000        | 2019     |
| PerspectieF                                |           | 2000      | ChristenUnie           | 1069        | 2019     |
| PINK!                                      |           | 2006      | Partij voor de Dieren  | 2164        | 2021     |
| RADICAAL                                   |           | 2018      | BIJ1                   | Onbekend    | n.v.t.   |
| ROOD, Socialistische Jongeren              | ROOD      | 2003      | RSP                    | 1050        | 2022     |
| SP Jongeren                                |           | 2022      | SP                     | 171         | 2024     |
| SGP-jongeren                               | SGPJ      | 1934      | SGP                    | 2910        | 2024     |

### Opgeheven
| Naam                                        | Afkorting | Moederpartij | Opgericht | Opgeheven | Opmerkingen                                   |
| ------------------------------------------- | --------- | ------------ | --------- | --------- | --------------------------------------------- |
| Algemeen Nederlands Jeugd Verbond           | ANJV      | CPN          | 1945      | 2012      | niet opgegaan in DWARS, langzaam uitgestorven |
| Anti-Revolutionaire Jongerenstudieclubs     | ARJOS     | ARP          | 1945      | 1980      | opgegaan in het CDJA                          |
| Christelijk Historische Jongerenorganisatie | CHJO      | CHU          | 1965      | 1980      | opgegaan in het CDJA                          |
| Gereformeerd Politiek Jongeren Contact      | GPJC      | GPV          | 1958      | 2000      | opgegaan in PerspectieF                       |
| Jonge Fortuynisten                          | JF        | LPF          | 2002      | 2008      | nog wel actief in Eindhoven                   |
| Jong Rechts                                 |           | Nieuw Rechts | 2003      | 2007      | moederpartij opgeheven                        |
| KVP-jongerenorganisatie                     | KVPJO     | KVP          | 1947      | 1980      | opgegaan in het CDJA                          |
| Leninistische Jeugd Garde                   | LJG       | RSAP         | 1935      | 1940      | opgeheven door de bezetter                    |
| Pacifistisch Socialistische Jongerengroepen | PSJG      | PSP          | 1978      | 1991      | opgegaan in DWARS                             |
| Politieke Partij Radikalen Jongeren         | PPRJ      | PPR          | ?         | 1991      | opgegaan in DWARS                             |
| RPF-jongeren                                | RPFj      | RPF          | 1984      | 2000      | opgegaan in PerspectieF                       |
| Socialisties Jeugdverbond                   | SJV       | OSP          | 1932      | 1935      | opgegaan in de LJG                            |

## België
Politieke jongerenorganisaties in België hebben geen aparte legale status, maar worden door de gemeenschappen net zo gefinancierd en behandeld als andere jongerenorganisaties.
| Naam                             | Afkorting | Moederpartij  | Opgericht | Opgeheven | Opmerkingen                                    |
| -------------------------------- | --------- | ------------- | --------- | --------- | ---------------------------------------------- |
| Actief Linkse Studenten          | ALS       | LSP           | 1975      | -         |                                                |
| Comac                            |           | PVDA          | 2002      | -         | voorheen MLB - MML                             |
| Écolo J                          |           | Ecolo         | 2005      | -         |                                                |
| Génération engagée               |           | Les Engagés   | 1985      | -         | voorheen Jeunes cdH en Jeunes PSC              |
| DéFI Jeunes                      |           | DéFI          | 1966      | -         | voorheen Jeunes FDF                            |
| Jeunes MR                        |           | MR            | 1975      | -         |                                                |
| JONGCD&V                         |           | CD&V          | 1951      | -         | voorheen CVP-jongeren                          |
| Jong Groen                       |           | Groen         | 2004      | -         | voorheen Jong Groen! en Jong Agalev            |
| JongLibertairen                  | JGV       | LDD           | 2007      | 2011      | niet meer actief                               |
| Jong N-VA                        |           | N-VA          | 2001      | -         | voorheen Ronduit N-VA                          |
| Jongsocialisten                  | JS        | Vooruit       | 1944      | -         | voorheen Animo en Jong Socialisten             |
| Jong VLD                         |           | Open Vld      | 1971      | -         | voorheen PVV-Jongeren                          |
| L²                               |           | SLP           | 2001      | 2011      | voorheen Prego / Jong Spirit, niet meer actief |
| Mouvement des Jeunes Socialistes | MJS       | PS            | 1944      | -         |                                                |
| RedFox                           |           | PVDA          | 2015      | -         |                                                |
| Vlaams Belang Jongeren           | VBJ       | Vlaams Belang | 1987      | -         | voorheen Vlaams Blok Jongeren                  |
| Volksuniejongeren                | VUJO      | Volksunie     | 1953/1968 | 2001      | grotendeels opgegaan in de Toekomstgroep       |
| Voor Jou                         |           | Voor U        | 2024      | -         |                                                |

CD&V: JONGCD&V · Groen: Jong Groen · N-VA: Jong N-VA · Open Vld: Jongliberalen · PVDA: Comac, RedFox, Pioniers · Vlaams Belang: Vlaams Belang Jongeren · Vooruit: Jongsocialisten